# やみのさんしまい
『やみのさんしまい』は、永瀬ようすけによる日本の4コマ漫画作品。『月刊少年シリウス』（講談社）にて2010年2月号から2013年5月号まで連載された。架空の工業地帯N市を舞台に網野家の三姉妹が活躍するホラー系コメディ4コマ。

## 登場人物
マコ / 網野マコ（あみの マコ）
網野家の三女。動物や植物を愛する心優しい小学生。しかし、顔が怖い事や、二人の姉の奇行の数々により、姉と同様に人々に恐れられている。4年2組。
キコ / 網野キコ（あみの キコ）
網野家の長女。職業不明。熱狂的なオカルト・ホラーの愛好家。魔槍ゲイボルグや火尖槍などの不思議アイテムを所有している。
アコ / 網野アコ（あみの アコ）
網野家の次女。悪魔崇拝者の女子高生。第2話でカゼの予防のために黒山羊のマスクを着用。その後もほぼいつでも般若面などで顔を隠している。「デス・ベルゼブブ」なるバンドのファン。
あゆみ / 大島あゆみ（おおしま あゆみ）
マコのクラスメイト。マコを恐れている。
カナエ / 岡本カナエ（おかもと カナエ）
マコのクラスメイト。マコを恐れている。
成井くん / 成井秀吉（なるい ひでよし）
悪の科学者に憧れる男子小学生。不良生徒から恐喝されていたところをマコに助けられ、彼女を慕うようになる。
たけし
アコの下僕。
小栗じゅん（おぐり じゅん）
キコに想いを寄せる青年。大学3年生。漫画同好会所属。あだ名は「まんどころ」。
畑中（はたなか）
マコのクラスの委員長。マコを恐れている。内申点を上げるためにマコに近づいた結果、散々な目にあう。
小野寺菊理（おのでらくくり）
マコのクラスの担任。マコを倒そうとしている。

## 単行本
- 永瀬ようすけ『やみのさんしまい』講談社〈シリウスKC〉、全6巻
  1. 2010年8月12日発売[1] ISBN 978-4-06-376232-7
  2. 2011年2月9日発売[1] ISBN 978-4-06-376256-3
  3. 2011年9月9日発売[1] ISBN 978-4-06-376294-5
  4. 2012年5月9日発売[1] ISBN 978-4-06-376344-7
  5. 2012年12月7日発売[1] ISBN 978-4-06-376374-4
  6. 2013年6月7日発売[1] ISBN 978-4-06-376405-5